# Pigou-adó
A Pigou-féle adó (Arthur Pigou brit közgazdász után) egy olyan ökológiai adó, ami valamilyen tevékenység negatív társadalmi hatásait igyekszik ellensúlyozni azzal, hogy adót vet ki a tevékenységet végzőre.
Ha pl. egy folyó felső szakaszán egy szennyező üzem működik, lejjebb pedig a horgászok kárt szenvednek tőle, pigoui adóval az üzem termelése elfogadható szennyezéssel együttjáró mértékűre csökkenthető, illetve a befolyó adóból a horgászok kára enyhíthető. Az elképzelés alapja, hogy az üzem költségei között nem jelenik meg a környezet szennyezésével okozott kár, helyette ezt a horgászok kénytelenek megfizetni. Az adó kivetésével az üzem már a szennyezés költségét – vagy legalábbis egy részét – is kénytelen figyelembe venni, azaz sikerül a keletkező externáliákat internalizálni.
Felfogható pigou-i adóként az üzemanyag vagy a cigaretta árába beépített adótartalom, illetve klasszikusan ilyen a néhány nagyvárosban bevezetett dugódíj is.